# Heliogomphus ceylonicus
Heliogomphus ceylonicus är en trollsländeart som först beskrevs av Hagen in Selys 1878.  Heliogomphus ceylonicus ingår i släktet Heliogomphus och familjen flodtrollsländor. IUCN kategoriserar arten globalt som akut hotad. Inga underarter finns listade i Catalogue of Life.